# خوسيه لويس سانشيز (لاعب رماية)
خوسيه لويس سانشيز (بالإسبانية: José Luis Sánchez)‏ هو لاعب رماية مكسيكي، ولد في 28 مايو 1987 في مونتيري في المكسيك.

## وصلات خارجية
- خوسيه لويس سانشيز على موقع أوليمبيديا (الإنجليزية)